# Dmitrij Gruzdiew
Dmitrij Nikołajewicz Gruzdiew (ros. Дмитрий Николаевич Груздев, ur. 13 marca 1986 w Astanie) – kazachski kolarz szosowy, olimpijczyk z Tokio.

## Osiągnięcia
Opracowano na podstawie:

2005
- 3. miejsce w mistrzostwach Azji (start wspólny)

2006
- 1. miejsce na igrzyskach azjatyckich (jazda drużynowa na czas)

2007
- 2. miejsce w mistrzostwach Kazachstanu (jazda indywidualna na czas)

2008
- 1. miejsce w prologu Tour Of Hainan

2009
- 3. miejsce w mistrzostwach Kazachstanu (start wspólny)

2011
- 2. miejsce w mistrzostwach Azji (jazda indywidualna na czas)
- 1. miejsce w mistrzostwach Kazachstanu (jazda indywidualna na czas)
- 2. miejsce w Tour of Qinghai Lake

2012
- 2. miejsce w mistrzostwach Azji (jazda indywidualna na czas)
- 1. miejsce w mistrzostwach Kazachstanu (jazda indywidualna na czas)
- 1. miejsce w Tour of Hainan
  - 1. miejsce na 7. etapie

2014
- 1. miejsce w mistrzostwach Azji (jazda indywidualna na czas)
- 3. miejsce w mistrzostwach Azji (start wspólny)

2016
- 1. miejsce w mistrzostwach Kazachstanu (jazda indywidualna na czas)

2017
- 1. miejsce w mistrzostwach Azji (jazda drużynowa na czas)
- 1. miejsce w mistrzostwach Azji (jazda indywidualna na czas)

2019
- 1. miejsce w mistrzostwach Azji (jazda drużynowa na czas)
- 2. miejsce w mistrzostwach Kazachstanu (jazda indywidualna na czas)
- 1. miejsce w mistrzostwach Kazachstanu (start wspólny)

## Rankingi
| Rok             | 2006 | 2007 | 2008  | 2009  | 2010 | 2011 | 2012 | 2013 | 2014 | 2015 | 2016 | 2017  | 2018 | 2019 | 2020 | 2021 | 2022  | 2023 | 2024 |
| --------------- | ---- | ---- | ----- | ----- | ---- | ---- | ---- | ---- | ---- | ---- | ---- | ----- | ---- | ---- | ---- | ---- | ----- | ---- | ---- |
| UCI World Tour  |      |      |       |       |      |      | -    | -    | -    | -    | -    | 405.  | -    |      |      |      |       |      |      |
| World Ranking   |      |      |       |       |      |      |      |      |      |      | 620. | 671.  | -    | 366. | -    | -    | 1970. | 411. | 368. |
| UCI Europe Tour | -    | -    | 1077. | 1079. | -    | -    |      |      |      |      | 740. | 1236. | -    |      |      |      |       |      |      |
| UCI Asia Tour   | 35.  | -    | 192.  | 37.   | 103. | 14.  |      |      |      |      | 176. | 79.   | -    | 9.   | -    | -    | 195.  | 19.  | 6.   |
|                 |      |      |       |       |      |      |      |      |      |      |      |       |      |      |      |      |       |      |      |
| Źródło: UCI     |      |      |       |       |      |      |      |      |      |      |      |       |      |      |      |      |       |      |      |